# ミシシッピ・シークス

ミシシッピ・デルタの地図とアメリカ合衆国における位置（右下図）

ミシシッピ・シークス（Mississippi Sheiks）は、1930年代アメリカのギターとフィドルと歌のグループ。
カントリー・ブルースを演奏したが、ポピュラー音楽の多くのスタイルでカバーされた。
2004年には、ミシシッピ・ミュージシャンの殿堂入りを果たした。
1930年のブルース・シングル「シッティン・オン・トップ・オブ・ザ・ワールド（Sitting on Top of the World）」(作詞作曲：ウォルター・ヴィンソンとロニー・チャットモン)は、2008年にグラミーの殿堂入り。

## 編成
ミシシッピ・シークスは主にミシシッピ州ボルトン出身のチャットモン一家から構成され、彼らはミシシッピ・デルタ一帯で有名だった。
ヘンダーソン・チャットモン（チャーリー・パットンの叔父）は、奴隷制時代の「musicianer」（楽譜の初見演奏に熟達した人）であった。彼の子供たちが、彼の音楽的精神を継承した。
彼らのうち最も有名なメンバーは、ボー・カーター（本名：アーメンター・チャットモン）である。彼はシークスと共演する一方、ソロでも成功した。むしろ、ソロでの彼の成功がシークスを有名にしたとされている。
バンドは、1930年に初録音。ラインナップは以下の通り。
- ボー・カーター - ボーカル（歌、語り）、ギター
- ロニー・チャットモン - ヴァイオリン
- サム・チャットモン - ギター
- ウォルター・ヴィンソン - ボーカル（歌、語り、ヨーデル）、ギター

ボーとサム・チャットモンが忙しくなるとチャーリー・マッコイが参加した。グループの中心人物はロニー・チャットモンとウォルター・ヴィンソンだった。ヴィンソンが単独で書いた曲も多い。
バンド名はルドルフ・ヴァレンティノの主演映画『シーク』から来ていると広く信じられているが、彼らの最初のプロデューサーであったポーク・ブロックマンが、当時の大ヒット『シーク・オブ・アラビー/アラブの酋長』から付けた。

## 音楽
ボー・カーターのソロ作品は性的示唆に富む曲で知られ、これはグループについても言える。彼らは最初、ロバート・ジョンソンやスキップ・ジェームズと同じ方法で稼いだ。つまり南部をツアーて回った。また、はるかシカゴやニューヨークまで遠征した。
最初で最大の成功はシングル「シッティン・オン・トップ・オブ・ザ・ワールド (Sitting on Top of the World)」（1930年）で、200万枚以上売れ、後にボブ・ウィルズ（何度も）、ハウリン・ウルフ、ナット・キング・コール、ビル・モンロー、ハリー・ベラフォンテ、フランク・シナトラ、ボブ・ディラン、クリーム、グレイトフル・デッド、ジェフ・ヒーリー、ジョン・リー・フッカー、ビル・フリゼール、ジャック・ホワイトらが録音した。
ロバート・ジョンソンは同曲を「台所に入ってきなよ (Come On in My Kitchen)」に改作した。
同曲はエリア・カザン製作、アンディ・グリフィス主演の映画『群衆の中の一つの顔』（1957年）に使われた。
次に、恋人の葬式を振り返る歌詞で、ヴィンソンの巨匠級のギター・ソロをふくむ「Stop And Listen Blues」もヒットした。
彼らは5年間で70曲以上をオーケー、パラマウント、ブルーバードの各レーベルで録音した。ミシシッピ・シークスとしての最後のセッションは1936年だった。
ボーはソロでさらにいくつかのセッションを行うも、1938年に契約を打ち切られた。バンドが解体されると、チャットモン兄弟は音楽をあきらめて、農業に戻った。
ミシシッピ・シークスと近しいグループだった「ミシシッピー・マッド・ステッパーズ」や「ブラックスネークス」は、1930年代前半に100曲ほど録音しており、ミシシッピ・シークスのオリジナル曲「奇妙な世界に (The World is Going Wrong)」、「ブラッド・イン・マイ・アイズ (I've Got Blood in My Eyes For You)」（どちらも1931年）、「セールス・タックス (Sales Tax)」（1934年）なども録音した。
サム・チャットモンは1960年代にさらに録音を行い、ウォルター・ヴィンソンは（ミシシッピ・シークス・バンド名義で）リバーサイド・レコードの1961年のシリーズ作品『シカゴ：リビング・レジェンド』(Chicago: The Living Legends)に3曲で参加した。

## 後世への影響
- 「奇妙な世界に」「ブラッド・イン・マイ・アイズ」（1931年）の2曲は、ボブ・ディランが1993年に発表したトラディショナル集『奇妙な世界に』でカバーした。また、ディランは「オン・トップ・オブ・ザ・ワールド (Sitting on Top of the World)」を、1992年のトラディショナル集『グッド・アズ・アイ・ビーン・トゥ・ユー』でカバーしている。

ディランは2007年に自身のラジオ番組『Theme Time Radio Hour』（東京のInter FMでピーター・バラカンのナビゲートで再放送された）で「ブラッド・イン・マイ・アイズ」（1931年）の原曲を全米に放送。
同曲は同番組の（非公式）コンピレーション・アルバム『Bob Dylan Radio Radio: Theme Time Radio Hour, Vol. 4 Disc 1』に収録された。
- 1978年、ロリー・ギャラガーは、トリビュート曲「ミシシッピ・シークス」をアルバム『フォト・フィニッシュ』に収録した。
- 2009年、ブラック・ヘン・ミュージックは、シークスへのトリビュート・アルバム『トリビュート・トゥ・ミシシッピ・シークス - シングス・アバウト・カミン・マイ・ウェイ』を発表。ブルース・コバーン、ビル・フリゼール、キャロライナ・チョコレート・ドロップス、ジェフ・マルダー、ケリー・ジョー・フェルプス、ジョン・ハモンドなど、17組が参加した。
- 2013年にジャック・ホワイトの「サード・マン・レコード」はドキュメント・レコードと組み、チャーリー・パットン、ブラインド・ウィリー・マクテル、ミシシッピ・シークスの時系列順全集『The Complete Recorded Works in Chronological Order of Charley Patton, Blind Willie McTell and the Mississippi Sheiks』を編纂し、発表した。

## シングル・ディスコグラフィ（一部）
- "Alberta Blues"
- "Back to Mississsippi" feat. Bo Carter
- "Blues in D"
- "Bootlegger's Blues"
- "Driving That Thing"
- "He Calls That Religion"
- "I've Got Blood in My Eyes for You"
- "Jake Leg Blues"
- "New Shake That Thing"
- "Please Don't Wake It Up"
- "Sales Tax"
- "Show Me What You Got"
- "Sittin' on Top of the World"
- "Sitting on Top of the World2"
- "Stop and Listen Blues"
- "Tell Me What the Cats Fight About"
- "The Jazz Fiddler"
- "The New Sittin' on Top of the World"
- "The New Stop and Listen Blues"
- "The World Is Going Wrong"
- "Yodeling Fiddling Blues"
- "Your Good Man Caught the Train and Gone"

## 参考資料
- Oliver, Paul. Blues Off The Record. Kent: The Baton Press, 1984.
- Wyman, Bill with Richard Havers. Bill Wyman's Blues Odyssey. London: Dorling Kindersley 2001. pp. 211–2 ISBN 0-7894-8046-8